# Faunts
I Faunts sono un gruppo musicale canadese formatosi ad Edmonton nel 2000.

## Storia del gruppo
I Faunts si sono formati alla fine del 2000 da due fratelli, Steve Batke e Tim Batke. Dopo l'aggiunta del batterista Paul Arnusch, del bassista Scott Gallant e il tastierista Joel Hitchcock, il gruppo inizia a suonare aprendo i concerti di band come Broken Social Scene, Do Make Say Think e Stars. Dopo due tour da headliner, firmano con la Friendly Fire Recordings. Nel 2005 pubblicano il loro album di debutto High Expectations/Low Results, seguito nel 2006 da un EP di 40 minuti intitolato M4, contenente canzoni che avrebbero accompagnato piccoli film della Film and Video Arts Society
Un brano tratto dall'EP M4 è inoltre presente come musica finale nel videogioco della Bioware Mass Effect. Ciò ha dato una nuova popolarità alla band, facendola conoscere anche al di fuori del Nord America. Dopo l'uscita dalla band di Joel Hitchcock e la conseguente entrata nella formazione di Rob Batke, in data 18 novembre 2008 è stato pubblicato un album di remix intitolato Faunts Remixed, che contiene brani dei Faunts remixati da Mark Templeton e DVAS. Il terzo album dei Faunts, Feel.Love.Thinking.Of, viene pubblicato il 17 febbraio 2009. Un brano dell'album, Das Malefitz, viene nuovamente utilizzato dalla BioWare nella colonna sonora dei titoli di coda di Mass Effect 3, terzo e conclusivo capitolo della trilogia. Nel 2012 è stato pubblicato il secondo EP della band, Left Here Alone.

## Formazione

### Formazione attuale
- Steven Batke - voce, chitarra (2000-presente)
- Tim Batke - voce, chitarra, tastiera (2000-presente)
- Paul Arnush - batteria (2000-presente)
- Rob Batke - tastiera, campionamenti (2008-presente)
- Scott Gallant - basso (2000-presente)

### Ex componenti
- Joel Hitchcock - tastiera (2000-2007)

## Discografia

### Album in studio
- 2005 – High Expectations/Low Results
- 2009 – Feel.Love.Thinking.Of

### Album remix
- 2008 – Remixed (Faunts)Remixed

### EP
- 2006 - M4
- 2012 – Left Here Alone